# Gustav von Goßler
Gustav von Gossler
Gustav Konrad Heinrich von Goßler (né le 13 avril 1838 à Naumbourg et mort le 29 septembre 1902 à Dantzig) est un avocat administratif allemand et fonctionnaire ministériel. Il dirige le ministère prussien des Affaires spirituelles, éducatives et médicales. Il est président du Reichstag et haut président de la province de Prusse-Occidentale.

## Biographie

### Origine et famille
Gustav Konrad Heinrich von Goßler (de) est le fils de Karl Gustav von Goßler (1810-1885) et de Sophie von Mühler (1816-1877), la fille du ministre prussien de la Justice Heinrich Gottlob von Mühler. Il y a quatre fils de ce mariage : outre Gustav, les trois généraux Heinrich Wilhelm Martin von Goßler (1841-1927), Konrad Ernst von Goßler (1848-1933) et Albert Theodor Wilhelm von Goßler (de) (1850-1928).
Gustav von Goßler épouse Mathilde von Simpson (né le 15 avril 1847 à Wensöwen près de Marggrabowa, Prusse-Orientale et mort le 13 février 1901 à Dantzig) le 14 juin 1867 au manoir de Georgenburg dans l'arrondissement de Gumbinnen. Elle est la fille de George William von Simpson. Le mariage donne lieu à deux fils (un est mort en bas âge) et trois filles. L'un des fils est Wilhelm Gustav von Goßler (de) (1883-1945), qui devient plus tard auteur et administrateur de l'arrondissement de Naugard (de) et de Prignitz-de-l'Ouest (de).
Sa fille Mathilde Sophie Emilie von Goßler (née en 1872) épouse Ernst Reinhold Gerhard von Glasenapp (de) en 1904.

### Carrière
Gustav Konrad Heinrich von Goßler termine ses études au lycée de Kneiphof de Königsberg. Il étudie ensuite à l'université Frédéric-Guillaume de Berlin, à l'université de Heidelberg et à l'université de droit de Königsberg. À l'Université Frédéric de Halle, il obtient un doctorat. En 1855, il fait la connaissance de Theodor Fontane et, en 1888, il demande que la croix de chevalier de l'Ordre de la Maison de Hohenzollern soit décernée à Fontane. Au cours de ses études, il devient membre du Corps Saxo-Borussia Heidelberg. Auscultateur, il poursuit une carrière juridique comme fonctionnaire prussien en 1859. En 1861, il devient avocat stagiaire et en 1864 assesseur au tribunal régional supérieur d'Insterbourg. De 1865 à 1874, il est administrateur de l'arrondissement de Darkehmen (de). À partir de 1874, il est ouvrier non qualifié au ministère prussien de l'Intérieur, où il se voit confier la mise en œuvre des nouveaux règlements d'arrondissement. En 1877, il devient député du Reichstag dans la 4e circonscription du district de Gumbinnen pour le Parti conservateur allemand. En 1878, il accepte un poste au Haut tribunal administratif de Prusse, qui ne lui donne cependant que peu de satisfaction. Le ministre prussien de l'Éducation de l'époque, Robert Viktor von Puttkamer, l'amène à son ministère en 1879 en tant que sous-secrétaire d'État. En 1881, il est également élu président du Reichstag. La même année, le 17 juin, il succède à von Puttkamer au poste de ministre prussien des Affaires spirituelles, éducatives et médicales (ministre de l'Éducation), qui a repris le ministère de l'Intérieur.
Le sujet dominant dans le domaine de l'éducation est la lutte culturelle avec l'Église catholique, qui se désamorce progressivement. Von Goßler adhère à la loi sur la supervision scolaire de 1872 et entre en conflit avec l'homme politique du Zentrum Ludwig Windthorst, qui préconise le rétablissement de la supervision religieuse des écoles (de). Von Goßler se consacre également aux minorités dans les régions peuplées de Pologne. Il s'oppose à la pénétration accrue de la langue polonaise et interdit l'enseignement de la langue polonaise dans les écoles élémentaires, y compris l'instruction religieuse, qui est souvent dispensée par des ecclésiastiques polonais. Cela supprime la minorité polonaise, majoritairement catholique dans les régions orientales de l'Empire allemand.
En 1884, Gustav von Goßler permet à Gottfried Berthold d'étudier à Naples. Il prolonge également son poste d'enseignant à Göttingen en 1885. Il prête également attention à la politique de nomination de l'université, y compris la nomination de Friedrich Althoff.
Suivant sa vision conservatrice et sa conception humaniste de l'éducation, il s'accroche à la primauté du lycée humaniste et s'oppose à l'expansion des écoles secondaires et donc à l'empereur. Pour ces raisons, et aussi parce que la direction de l'État a besoin du soutien du parti catholique, il quitte son poste ministériel en 1891 après dix ans après l'échec d'une réforme du système scolaire prussien. Néanmoins, il est très apprécié par l'empereur pour son énergie et son éloquence, et en 1902, il est nommé haut président de la province de Prusse-Occidentale avec son siège à Dantzig. Ici aussi, il a pris une position résolue contre les personnes d'origine polonaise. Là aussi, il s'est fermement opposé à la population polonaise de souche. En plus de son action contre la langue polonaise dans les écoles élémentaires, il fait de plus en plus venir des paysans allemands des régions occidentales de l'Empire afin de renforcer l'élément allemand de la population de la province. En tant que président de la Prusse-Occidentale (1892-1902), il accorde une attention particulière à la création de l'Université technique de Dantzig.
En 1881, afin de renforcer l'armée, il publie le Goßler'schen Spielerlaß, qui devient la condition économique préalable à l'enseignement régulier de la gymnastique dans les lycées. Afin de soutenir cela sur le plan organisationnel, il rejoint également rejoint le Comité central pour la promotion de la jeunesse et des jeux populaires (de),.

## Honneurs

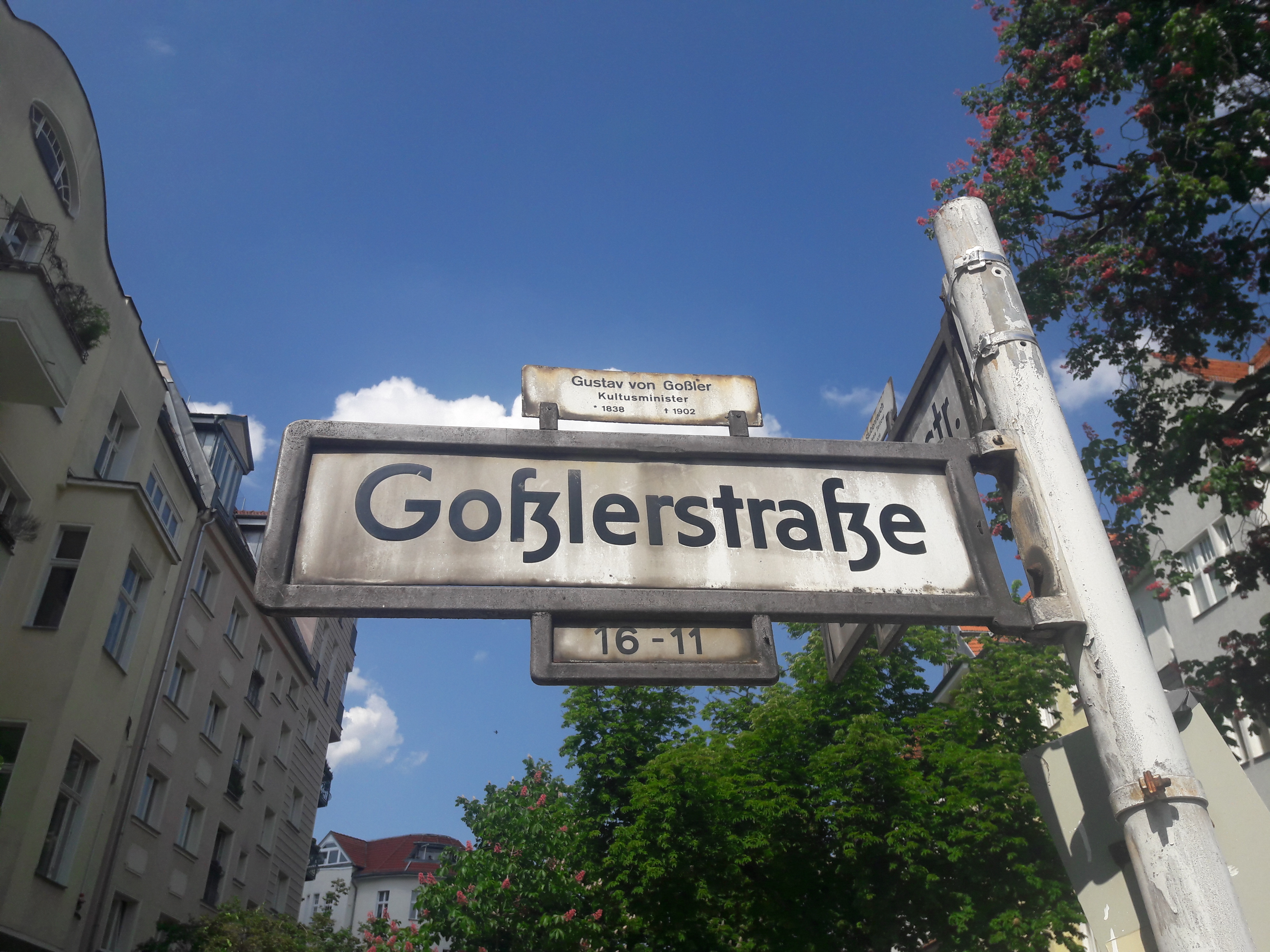
Plaque de rue Goßlerstrasse, Berlin

- Doctorat honoris causa de théologie de l'université Frédéric-Guillaume de Berlin
- Doctorat honoris causa de philosophie de l'Université Frédéric de Halle
- Doctorat honoris causa de médecine de l'Université Georges-Auguste de Göttingen
- Ordre de l'Aigle noir (15 juin 1898)
- Citoyen d'honneur de Dantzig (1899)
- Membre d'honneur de l'Académie royale des sciences de Prusse (1900)
- Changement de nom de Jablonowo à Goßlershausen (1903)
- À Berlin-Friedenau, Berlin-Dahlem et à Göttingen, une "Goßlerstraße" porte le nom de Gustav von Goßler.

## Publications
- Auf seine Initiative: Die Naturwissenschaftlichen und medicinischen Staatsanstalten Berlins: Festschrift für die 59. Versammlung Deutscher Naturforscher und Aerzte, 1886.
- Ansprachen und Reden. Berlin 1890.